# Spintheria gratiosa
Spintheria gratiosa är en skalbaggsart som först beskrevs av Francis Polkinghorne Pascoe 1857.  Spintheria gratiosa ingår i släktet Spintheria och familjen långhorningar. Inga underarter finns listade i Catalogue of Life.